# 部長
部長，是一個部的行政首長。政府、企業、社團、政黨等下屬的「部」大多都會任命「部長」；本條目專述政府中的部長。
可以是政府（特指中央政府或聯邦政府）中部門的行政首長，在政府首腦之下負責特定範疇工作，如環境、財政、教育等，負擔起政府運作的重責大任。由於在實行議會制的國家地區，部長是內閣的構成成員，故又稱為閣員或閣臣；如國家體制為君主制，則通常稱為大臣。
其副手通稱「副部長」（副大臣）或「次长」（次官），通常可分為兩種：政治任命的「政務次長」和文官性質的「常務次長」。

## 概論
「部長」、「大臣」在英語的對應字彙為或，皆用來指稱中央政府部門的首長，此外还有多种职衔。因而議會制國家便分別將「Minister」及「Secretary」引用至中央政府部門的首長的稱銜中，并加以區分等級，如英国内阁即是一例。而在總統制國家則多在二者擇其一，美國聯邦政府便是代表。美国总统之下的联邦行政部门主管中，“Secretary of State”翻译为国务卿、“Secretary of the Treasury”翻译为财政部长，“Secretary of Defense”翻译为国防部长。除“Secretary”命名的职位外，“Attorney-General”翻译为司法部长，“Postmaster General”翻译为邮政管理局长:62。
英国内阁首脑——“Prime Minister”翻译为首相。内阁大臣中，“Secretary of State for Foreign Affairs”翻译为外交大臣，“Lord President of the Council”翻译为枢密院大臣，“Lord Chancellor”翻译为大法官，“Secretary of State for the Home Department and Minister for Welsh Affairs”翻译为内政和威尔士事务大臣，“Chancellor of the Exchequer”翻译为财政大臣，“Minister of Education”翻译为教育大臣，“President of the Board of Trade”翻译为贸易大臣。非内阁阁员的政府部门首长中，亦多以翻译为大臣，或总长。如“First Lord of the Admiralty”翻译为海军大臣，“Secretary of State for war”翻译为陆军大臣，“Minister of Works”翻译为工程大臣，“Paymaster General”翻译为主计大臣，“Attorney-General”翻译为检察总长:61—62。
在總統制國家，部長通常由總統任命，並經由國會通過；在議會制地區，部長通常由立法部門按政黨議席多寡分配。
現代各國常見的部長職位類別有：外交部長、國防部長、財政部長、內政部長等。

## 各地情形

### 華人地區
秦漢建立的九寺類似於現代政府的各部，到魏晉時地位下降，其權力逐漸被六部制度取代，但此後歷代在形式上一直保留九寺機構，作為虛職。九寺長官稱九卿，原本各有專名（如太常、大鴻臚、光祿勳），梁武帝將其官名統一為「某某卿」（如太常卿、鴻臚卿、光祿卿）；唐朝以後稱某某寺卿（如太常寺卿、鴻臚寺卿、光祿寺卿），沿用到清代。
自隋唐至清，中國歷代朝廷都實行六部制度，一部之長稱為尚書，副長官稱侍郎。
清代一些官署的長官稱大臣，如總理各國事務衙門有總理各國事務衙門大臣；清末新政中成立了一些新部，如學部、法部等，長官、副長官仍稱尚書、侍郎。
宣統三年（1911年），清朝組建現代化的責任內閣，各部尚書、侍郎統一改稱大臣、副大臣，如學部有學務大臣、學務副大臣，法部有司法大臣、司法副大臣；內閣閣揆為內閣總理大臣。
中華民國建國初期，在國務院之下置各部，其長官、副長官稱總長、次長；國民政府統一中國後，中央政府各部門首長始統稱為「部長」，而與部同級的委員會之首長則稱為「委員長」。現在的中華民國採用雙首長制，國家最高行政機關是行政院，其首長為行政院院長，職能等同於其他國家的首相或總理，英譯為「Premier」，由總統直接任命；行政院的副首長則為行政院副院長，職能等同於其他國家的副首相或副總理，英譯為「Vice Premier」，由行政院院長提請總統任命。依照最新版本的《行政院組織法》，行政院底下設立14部、9會、3獨立機關、1行、1院、2總處，各機關首長皆由行政院院長提請總統任命。其中，各部的首長稱為部長（Minister），而副首長有2人，一個為政務次長（Deputy Minister) ，另一個為常務次長（Vice Minister）。若機關之名銜以「委員會」結尾，則其首長稱主任委員，副首長則有2到3人，稱為副主任委員。另中央銀行亦屬行政院轄下之獨立機關，其首長職稱為總裁；另有2人擔任副首長，稱副總裁。
中华人民共和国各部的负责人沿用“部长”之称；与部同级的委员会，负责人一般称“主任”。每部（委员会）另设多名协助部长（主任）处理该部下辖各领域业务的副部长（副主任），且通常会设置一名常务副部长（常务副主任）在部长（主任）不在时代替主持该部工作（按照中华人民共和国政治惯例，有时不使用“常务”一词，而是用“主持日常工作的”这一委婉表述描述该职位）。
日本扶植的傀儡政權滿洲國亦設部，部門首長、副首長稱總長、次長；1934年滿洲國改行帝制，稱滿洲帝國，國務總理改稱國務總理大臣，各部總長改稱大臣，次長則仍稱次長。
而在香港，局長最接近對應英國內閣大臣職位，亦即大約相當於他國部長職級。司長則大概對應英國內閣重臣。然香港無論殖民地時期或特區時期均非中央機關單位，敬請留意。

### 朝鮮半島
受中國文化影響，高麗王朝設置六部，以尚書為長官；高麗忠烈王時，六部改為四司，尚書改稱判書。
朝鮮王朝沿用判書之稱，為六曹長官；甲午更張時，六曹改組為內務、外務、度支（財務）、軍務、法務、學務、工務、農商務八衙門。
大韓帝國各部的首長稱大臣。
大韓民國政府各部的部長和次長，分別為「長官」和「次官」。
朝鮮民主主義人民共和國政府模仿日本制度，部稱為「省」，省的長官稱「相」。

### 日本
日本在律令制時代設有「大臣」，為太政官體系中的高階官員，如太政大臣、左大臣、右大臣等。八省（相當於唐朝的六部。現代日本政府的省沿襲此名，也相當於現代漢語所說的部）長官則稱為「卿」，如民部卿、式部卿等；各省卿有大輔、少輔等官輔佐。
明治維新初年的太政官制下，各省長官稱卿，包括新設的省。如農商務省有農商務卿，陸軍省有陸軍卿；副長官稱大輔。
1885年（明治18年），日本廢止太政官，實施內閣制度，「大臣」轉變成為現今的意義，即對中央行政機關首長的稱呼（其正式名稱為國務大臣），如內閣總理大臣，各省卿亦改稱大臣。現在有外務大臣、文部科學大臣等，以及各類事務擔當大臣。此外，在明治憲法實施期間，還有為服務皇室而設、不屬內閣成員的內大臣與宮內大臣。
日本的大臣常簡稱為「相」（因唐代三省長官都可尊稱為「相」；日本的「省」與三省職能不同，更接近六部，但近現代模仿其稱呼），如總理大臣稱首相，大藏大臣（現已廢止，改為財務大臣）稱藏相、財務大臣稱財務相，防衛大臣稱防衛相等。
日本的國務大臣雖然與英國的國務大臣同樣譯作「Minister of State for something」，但前者具有內閣閣員身分，職級也等同於部長，後者則非。在日語中，常將英國的國務大臣譯作「某事務擔當大臣」。

### 英國
在英國，對應他國部長職級的是「大臣」，大臣之下另設負責特定事務的副部長級官員，稱為「國務大臣」（Minister of State）。
當稱呼內閣部門主官時，用「Secretary of State」（內閣大臣），正式稱銜為（中文：掌管某事務之國王陛下主任大臣），其中“X”是對應政府某部的責任範圍，例如“外交”、“内政”等。例如：夏偉林為前英國外交及聯邦事務大臣，其英文稱銜全稱為（掌管外交及聯邦事務之國王陛下首席大臣），簡稱，即“外交大臣”、“外相”。
內閣大臣之下、在所屬部會中分管具體事務的官員，稱爲（國務大臣）。该职务级别低於內閣大臣，並不屬於閣員(个别特命入阁者除外)，其責任範圍不對應政府某部，而是某部所轄的一部分事務，或部級機構下轄的會委。其正式稱銜為（中文：某事務國務大臣），「X」對應該職務分管的具體事務。例如：尼克·赫伯特（Nick Herbert）為英國內政部的前警務及刑事司法國務大臣，則其英文稱銜為，通常簡稱“Police Minister”，即“警務大臣”、“警務相”。该职并非所有部门皆得设置，如环境、苏格兰、威尔士、北爱尔兰、文化、脱欧等部即无此职。
国务大臣之下，有“Parliamentary Under-Secretary of State for X”（某事务政務次官）一级职务，在英语中也泛称为大臣，为各部普遍设置之资浅國會議員，负责辅佐各部主管大臣处理某具体政务。
内閣大臣的設置相對穩定，除非政府部門有增減，一般每屆政府任命的内閣大臣基本一致，而國務大臣和政務次官的設置則隨著政務需要和首相意愿不時增減分併。

#### 財政部
基於歷史原因，英國財政部（HM Treasury）之正副首長的頭銜不是“内閣大臣”、“國務大臣”等。財政部的責任政務官由專員委員會行使，此委員會的首席專員是“財政部第一大臣”（First Lord of the Treasury），依照慣例擔任首相，而第二專員是“財政部第二大臣”（Second Lord of the Treasury），兼任「Chancellor of the Exchequer」（通譯財政大臣）。
由於近代首相需要總管政府各部事務，因此財政部的實際負責官員是財政大臣。爲了分擔財政大臣的職權，近代又設置了也具有閣臣身份的財政部首席秘書（Chief Secretary to the Treasury）作爲副手。于兩者之下，還有具體分管金融事務、經濟事務及國庫事務的次長，則分別稱為「Financial/Economic/Exchequer Secretary to the Treasury」。

#### 內閣重臣
首相、財政大臣、外交大臣、内政大臣四個官位合稱內閣重臣，是近代英國政府最重要的四個官職。此外，還有“首席内閣大臣”（First Secretary of State）的官職，是名義上的各大臣之首，但不是內閣重臣之一。

### 法國
與英國相反，法國將「Ministre」作為部門主官的稱銜（資深者可加‘Ministres d'État’國務部長之榮銜），例如法國國防暨退伍軍人事務部長的正式稱銜為「Ministre d'État, ministre de la Défense et des Anciens combattants」。

當稱呼部門分管具體事務的副手時，使用「Secrétaires d'État」（中文：國務秘書）。例如：多米尼克·布斯洛（Dominique Bussereau）為法國交通事務國務秘書，則其則其法語稱銜為「Secrétaire d'État chargé des Transports」。

### 德國
在德國，一個德國聯邦政府部門可同時設有「聯邦部長」及「國務部長」兩種官職。聯邦部長是部門的首長，依據《德國基本法》第64條，由總統按照總理的提議任命，而國務部長則在聯邦部門裡擔當特定任務，依據《國會國務秘書法律關係法》第8條規範，當總理與特定部門的聯邦部長達成協議後，國會國務秘書可以在總統授權下使用「國務部長」之職銜進入該部門服務，直至其於該部任職期滿。

### 美國
美國為總統制國家，內閣（the Cabinet）閣員由美國總統任命，並經由國會通過。各部部長之稱銜使用「Secretary」，正式稱銜為「Secretary of something」。惟美國司法部長之銜稱為「Attorney General」。
在華語圈，掌管美國國務院的部長級官員一般譯為「國務卿」，其他部的主官一般譯為「部長」

部門副主官則在稱銜前加「Deputy」一字，例如美國副國務卿（國務部副部長）的正式稱銜為「Deputy Secretary of State」。

### 澳大利亞
澳大利亞聯邦政府的“部長”稱爲“Minister”，自從50年代實行雙層内閣制度開始，政府部長分爲資深的“内閣部長”職位和其他部長職位。内閣部長參加内閣會議，各内閣部長分別對應政府各部，而其他部長的職責是協助内閣部長，或分管内閣部長責任範圍内的某一方面。非内閣閣員的其他部長也稱爲“外閣”（Outer Ministry）。内閣部長、其他部長以及級別更低的政務次長（Parliamentary secretary）共同構成執政政府，並參加聯邦行政會議。